# Чемпіонат УРСР з легкої атлетики в приміщенні 1979
Чемпіонат УРСР з легкої атлетики в приміщенні 1979 серед дорослих був проведений 20-21 січня у Ворошиловграді в легкоатлетичному манежі РСШІ.
Формально до програми змагань чемпіонату в приміщенні входили також метальні дисципліни просто неба — метання молота у чоловіків, а також метання диска у чоловіків та жінок.
Чемпіони республіки з багатоборств були визначені в межах окремого чемпіонату, що був проведений у Донецьку.

## Призери

### Чоловіки
| Дисципліни                | Золото                             | Золото      | Срібло                               | Срібло  | Бронза                                | Бронза  |
| ------------------------- | ---------------------------------- | ----------- | ------------------------------------ | ------- | ------------------------------------- | ------- |
| 60 метрів                 | Валерій Підлужний Донецька обл.    | 6,5h        | Володимир Бронников Одеська обл.     | 6,6     | Володимир Багрін Запорізька обл.      | 6,6     |
| 100 метрів                | Олексій Голоурний Київ             | 10,3h       | Володимир Бронников Одеська обл.     | 10,4    | Валерій Бодров Харківська обл.        | 10,4    |
| 400 метрів                | Сергій Щоголєв Київ                | 49,2h       | Борис Кріцштейн Чернівецька обл.     | 49,4    | Микола Васильєв Київ                  | 49,8    |
| 800 метрів                | Віталій Тищенко Чернігівська обл.  | 1.51,6h     | О. Прудський ???                     | 1.52,2  | А. Василенко ???                      | 1.52,8  |
| 1500 метрів               | Ю. Щелкунов ???                    | 3.52,4h     | В. Супрун ???                        | 3.52,8  | Борис Прус Київ                       | 3.53,0  |
| 3000 метрів               | Віктор Карпенко Харківська обл.    | 8.11,2h     | В. Супрун ???                        | 8.12,1  | О. Шкурупій Київ                      | 8.12,1  |
| 60 метрів з бар'єрами     | Степан Кузів Львівська обл.        | 7,8h        | Олександр Чешко Київ                 | 7,8     | Сергій Оринянський Київ               | 7,9     |
| 110 метрів з бар'єрами    | Степан Кузів Львівська обл.        | 14,1h       | Микола Куляша Дніпропетровська обл.  | 14,2    | Олександр Чешко Київ                  | 14,2    |
| 2000 метрів з перешкодами | Віктор Карпенко Харківська обл.    | 5.25,4h NIB | Микола Шаблій Дніпропетровська обл.  | 5.26,6  | О. Болота ???                         | 5.29,8  |
| Ходьба 10000 метрів       | Борис Савчук Київ                  | 41.16,2h    | Микола Удовенко Київ                 | 42.37,0 | Віктор Гродовчук Житомирська обл.     | 42.58,0 |
| Стрибки у висоту          | Володимир Кіба Київ                | 2,20        | Олексій Дем'янюк Львівська обл.      | 2,16    | Євген Степанов Київ                   | 2,16    |
| Стрибки з жердиною        | Віктор Спасов Київ                 | 5,20        | Микола Козлов Донецька обл.          | 5,20    | Сергій Кривозуб Донецька обл.         | 5,10    |
| Стрибки у довжину         | Валерій Підлужний Донецька обл.    | 7,87        | Василь Галиней Львівська обл.        | 7,37    | Микола Шабельник Харківська обл.      | 7,27    |
| Потрійний стрибок         | Геннадій Ковтунов Донецька обл.    | 16,28       | Павло Лобанов Запорізька обл.        | 16,03   | Микола Мусієнко Дніпропетровська обл. | 16,00   |
| Штовхання ядра            | Володимир Кисельов Полтавська обл. | 20,09       | Анатолій Ярош Ворошиловградська обл. | 20,04   | Олександр Носенко Київ                | 18,66   |

#### Просто неба
| Дисципліни     | Золото                              | Золото | Срібло                           | Срібло | Бронза                             | Бронза |
| -------------- | ----------------------------------- | ------ | -------------------------------- | ------ | ---------------------------------- | ------ |
| Метання диска  | Віктор Журба Ворошиловградська обл. | 57,24  | Геннадій Тищенко Київ            | 58,90  | Володимир Зінченко Запорізька обл. | 55,36  |
| Метання молота | Сергій Іщенко Київ                  | 72,84  | Валерій Валентюк Харківська обл. | 70,00  | М. Пічугін ???                     | 67,58  |

### Жінки
| Дисципліни             | Золото                                  | Золото    | Срібло                                  | Срібло | Бронза                                   | Бронза |
| ---------------------- | --------------------------------------- | --------- | --------------------------------------- | ------ | ---------------------------------------- | ------ |
| 60 метрів              | Лідія Земляна Київ                      | 7,4h      | З. Решетняк Київ                        | 7,5    | Наталія Цирук Київ                       | 7,5    |
| 100 метрів             | Лариса Сивоконь Харківська обл.         | 11,8h     | Раїса Махова Дніпропетровська обл.      | 11,9   | Лідія Земляна Київ                       | 12,0   |
| 400 метрів             | Наталія Єршова Київ                     | 57,3h     | Тетяна Зубова Київ                      | 57,4   | О. Колесник ???                          | 58,2   |
| 800 метрів             | Любов Смолка Київ                       | 2.08,8h   | М. Беца ???                             | 2.10,3 | В. Самойленко ???                        | 2.10,7 |
| 1500 метрів            | Любов Смолка Київ                       | 4.23,4h   | Надія Ралдугіна Кримська обл.           | 4.23,6 | Галина Куїмова Дніпропетровська обл.     | 4.24,8 |
| 60 метрів з бар'єрами  | Людмила Оринянська Київ                 | 8,4h      | Ірина Дерев'янко Дніпропетровська обл.  | 8,4    | Тетяна Малюванець Ворошиловградська обл. | 8,5    |
| 100 метрів з бар'єрами | Ірина Дерев'янко Дніпропетровська обл.  | 13,7h     | Галина Гончаренко Дніпропетровська обл. | 13,8   | Тетяна Малюванець Ворошиловградська обл. | 13,9   |
| Стрибки у висоту       | Ольга Бондаренко Ворошиловградська обл. | 1,81      | Т. Маркевич ???                         | 1,78   | С. Литвинова ???                         | 1,78   |
| Стрибки у довжину      | Ірина Паленко Дніпропетровська обл.     | 6,12      | В. Опацька ???                          | 6,04   | Антоніна Сергеєва Львівська обл.         | 5,99   |
| Штовхання ядра         | Нуну Абашидзе Одеська обл.              | 19,68 NIB | Віра Кот Київ                           | 18,92  | Людмила Девицька Ворошиловградська обл.  | 16,76  |

#### Просто неба
| Дисципліни    | Золото                                 | Золото | Срібло                        | Срібло | Бронза                | Бронза |
| ------------- | -------------------------------------- | ------ | ----------------------------- | ------ | --------------------- | ------ |
| Метання диска | Надія Мартинчук Ворошиловградська обл. | 54,44  | Марія Мокросноп Київська обл. | 51,14  | Людмила Гніденко Київ | 50,50  |

## Чемпіонат з багатоборств
Чемпіонат УРСР з легкоатлетичних багатоборств у приміщенні 1979 серед дорослих був проведений 2-4 лютого у Донецьку.

### Чоловіки
| Дисципліни  | Золото                         | Золото | Срібло | Срібло | Бронза | Бронза |
| ----------- | ------------------------------ | ------ | ------ | ------ | ------ | ------ |
| Семиборство | Ігор Колованов Харківська обл. | 5488   |        |        |        |        |

### Жінки
| Дисципліни   | Золото                     | Золото | Срібло | Срібло | Бронза | Бронза |
| ------------ | -------------------------- | ------ | ------ | ------ | ------ | ------ |
| П'ятиборство | Л. Сивцова Харківська обл. | 3653   |        |        |        |        |